# إدوارد بوخنر
إدوارد بوخنر (بالألمانية: Eduard Buchner) هو كيميائي ألماني ولد في 20 مايو 1860 وتوفى في 13 اغسطس 1917. تحصل في سنة 1907 على جائزة نوبل في الكيمياء وذلك لأعماله في التخمير. حيث كان من أهم تجاربه القدرة على تحقيق تخمير السكر باستخدام «نظام دون خلايا». ولد في ميونخ لأب فيزيائي يعمل أيضا كطبيب شرعي. في سنة 1884 بدأ في دراسة الكيمياء عند أدولف فون باير. كما درس علم النبات في معهد ميونخ لعلوم النباتات. تحصل على دكتوراه من جامعة ميونخ سنة 1888.
خلال الحرب العالمية الأولى عمل في مستشفى ريف رومانيا وأصيب في 3 أغسطس 1917. توفي بعد إصابته بعشرة أيام في ميونخ.